# Vendières
Vendières település Franciaországban, Aisne megyében. Lakosainak száma 129 fő (2022. január 1.). Vendières L’Épine-aux-Bois, Viels-Maisons, Montdauphin, Verdelot és Dhuys-et-Morin-en-Brie községekkel határos.

## Népesség
A település népessége az elmúlt években az alábbi módon változott:
| Lakosok száma | 146  | 123  | 121  | 131  | 159  | 166  | 160  | 142  | 137  | 129  |
|               | 1968 | 1982 | 1990 | 2006 | 2013 | 2015 | 2017 | 2019 | 2020 | 2022 |